# Julien Guetta
Pour les articles homonymes, voir Guetta.
Julien Guetta est un réalisateur français.

## Biographie
Julien Guetta est diplômé de la Fémis (département « Scénario », promotion 2009). Il a collaboré à l'écriture du scénario de plusieurs longs métrages, notamment Le Petit Locataire de Nadège Loiseau et  Joueurs de Marie Monge. 

## Filmographie

### Courts métrages
- 2007 : Le Vacant
- 2009 : Le Carré des indigents
- 2010 : Les Ventres vides
- 2011 : Mémère
- 2015 : Lana del Roy

### Longs métrages
- 2018 : Roulez jeunesse
- 2022 : Les Cadors
- 2023 : Comme un prince, d'Ali Marhyar